# Sövegjártó Áron
Sövegjártó Áron (Sopron, 1980. december 9. –) magyar színész.

## Életpályája
Ének-zene tagozatos általános iskolába járt. 1999-2002 között a Gór Nagy Mária Színitanodában tanult. Játszott a Soproni Petőfi Színházban, a Miskolci Nemzeti Színházban, a József Attila Színházban, a Turay Ida Színházban és a Madách Színházban.

## Filmes és televíziós szerepei
- Tűzvonalban (2007) ...Dealer
- Jóban rosszban (2020) ...Csíky Milos
- A renitens (2025) ...Vádlott ügyvédje